# オオノガイ目
オオノガイ目（オオノガイもく、Myoida）は軟体動物門二枚貝網の分類群。ただし分子系統解析からは単系統ではないとの研究結果もあり、将来的には所属する科が変わったり、分類階級が目（もく）以外のものになる可能性もある。

## 形態
殻は比較的薄質で一般に色彩に乏しく、外面は白色や灰褐色などの殻に褐色系の殻皮を被るものが多い。真珠層を欠いているため殻の内面も白色などの単純な色彩となる。しかしクチベニガイ科には非常に厚い殻や明瞭な放射彩をもつ種類もある。二枚の殻を背部でつなぐ蝶番の構造は二枚貝の分類で重要視されるが、このグループでは歯が退化的で単純なものが多い。
岩などに穿孔するものでは殻の一部がヤスリ状になり、これを動かして穴を穿つものがある。木材に穿孔するフナクイムシ科などでは軟体部が蠕虫状（ながむし状）となり、殻は相対的に非常に小さくなって穿孔のための単なる道具のようになっている。フィリピンなどのマングローブの泥中に棲むエントツガイ Kuphus polythalamia（フナクイムシ科）も殻は縮小しているが、1.5m以上の石灰質の棲管を形成し、世界一長い二枚貝として知られる。

## 生態

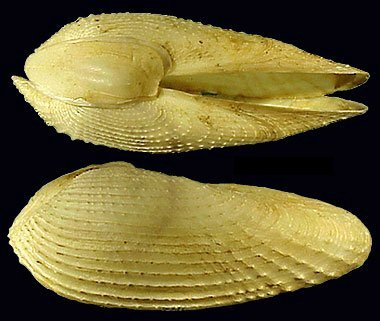
発光性のヒカリニオガイ

多くは埋在性で、泥底や砂底、時には岩、木材などに穴を掘ったり穿ったりして生活するが、キヌマトイガイのように岩や他の生物の表面に付着して生活するものもある。深く埋生する種では、穴の出口まで距離があるため、長く発達した水管をもつことが多く、これを伸ばして水中の餌や酸素を取り込んだり、糞を排泄したりする。なかにはアナジャコ類の巣穴の横壁内部に埋生して巣穴内に水管を開口し、そこから餌や酸素を取り込むクシケマスオ（オオノガイ科）のような種もあり、これらの種では壁のすぐ内側に埋生しているため水管は短くなっている。
基本的に海産で、世界中の潮間帯から深海まで広く分布するが、クチベニガイ科のヌマコダキガイ属 Potamocorbula などのように汽水産のものもある。また、二枚貝類としては珍しい発光性の種を含み、ツクエガイ科のツクエガイやニオガイ科のヒカリカモメガイ Pholas dactylus、ヒカリニオガイ Barnea candida などが発光液を分泌して細胞外発光をすることが古くから知られている。

## 下位分類群

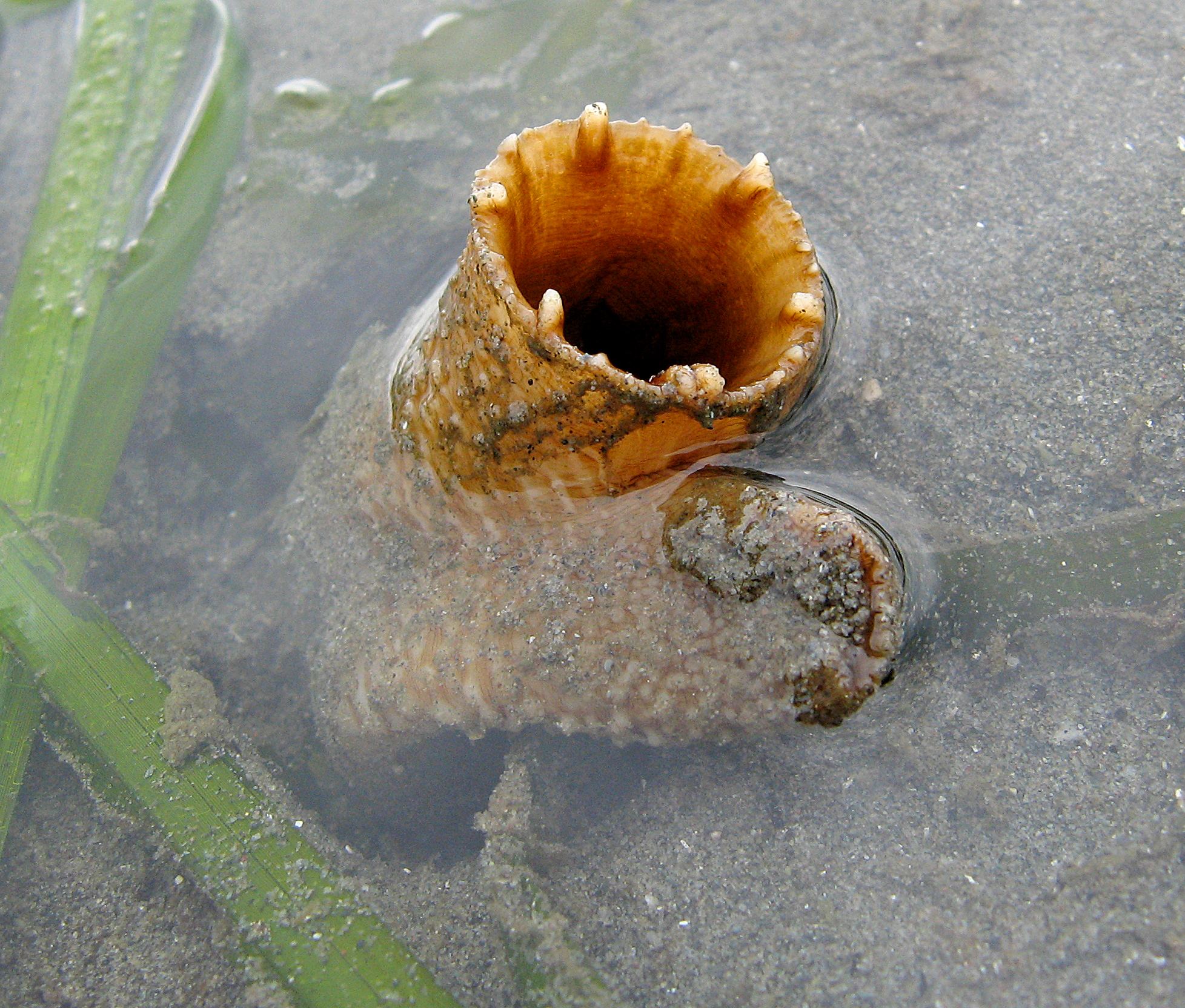
アメリカウミタケ（ニオガイ科）の水管（ワシントン州）

20世紀末から21世紀にかけての生物分類には分子系統解析や分岐分類学が取り入れられて旧来の形態学的な分類が見直されるようになっており、従来のオオノガイ目も単系統ではないと見られるようになっている。Taylor 他（2007）はリボソームRNAの18Sと28Sを用いた系統解析結果から、キヌマトイガイ科 Hiatellidae（マテガイ科 Solenidae と姉妹群となる）およびツクエガイ科Gastrochaenidae（正確な位置は不明ながらオオノガイ目には入らない）は従来のオオノガイ目から除外され、逆に従来マルスダレガイ目のマゴコロガイ上科に分類されていたカワホトトギス科 Dreissenidae はオオノガイ上科やニオガイ上科と同じクレードに属するとしている。
※以下は従来のオオノガイ目の分類
- ツクエガイ上科 Gastrochaenoidea 
  - ツクエガイ科 Gastrochaenidae - 岩や貝殻、サンゴなどに穿孔する。
- キヌマトイガイ上科 Hiatelloidea 
  - キヌマトイガイ科 Hiatellidae - 足糸で他物に着生するものがある。
- オオノガイ上科 Myoidea 
  - オオノガイ科 Myidae - 砂泥底などで埋在生活する。
  - クチベニガイ科 Corbulidae - 砂泥底などで埋在生活する。
- ニオガイ上科 Pholadoidea 
  - ニオガイ科 Pholadidae - 岩や他の貝殻などに穿孔するほか、泥に深く埋在するものもある。キクイガイ亜科 Xylophagainae を独立のキクイガイ科 Xylophagaidae とする場合もある。
  - フナクイムシ科 Teredinidae - 木材や岩その他に穿孔する。

## 人との関係

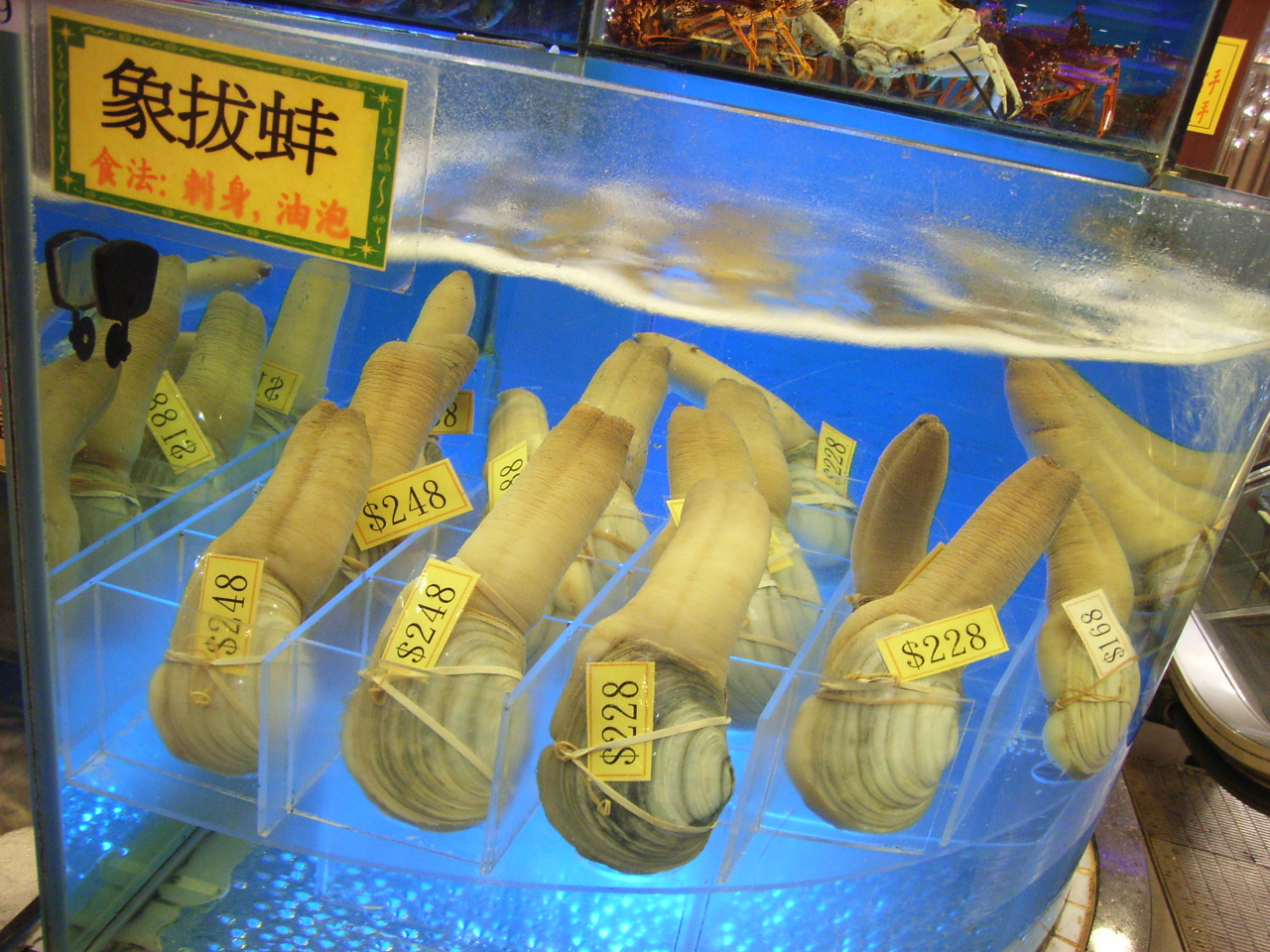
食用種のアメリカナミガイ（キヌマトイガイ科）

この分類群にはウミタケやオオノガイ、白ミル貝の通称をもつナミガイ類など、大形の食用種として利用されるものがある一方、フナクイムシ類は木材に穴を開けるために害虫扱いされる。